# Acrocercops chrysometra
Acrocercops chrysometra är en fjärilsart som först beskrevs av Edward Meyrick 1926.  Acrocercops chrysometra ingår i släktet Acrocercops och familjen styltmalar.
Artens utbredningsområde är Ecuador. Inga underarter finns listade i Catalogue of Life.